# Melodifestivalen 2010
Das Melodifestivalen 2010 war der schwedische Vorentscheid für den Eurovision Song Contest 2010 in Oslo. Es war die 50. Ausgabe des von der schwedischen Rundfunkanstalt SVT veranstalteten Wettbewerbs. Insgesamt dauerte der Wettbewerb vom 6. Februar 2010 bis zum 13. März 2010 an.
Gewonnen wurde der Wettbewerb von Anna Bergendahl mit ihrem Lied This Is My Life, welches von Kristian Lagerström und Bobby Ljunggren geschrieben wurde.

## Format

### Konzept
Zum neunten Mal fanden die Halbfinals an verschiedenen Orten Schwedens statt. Es traten 32 Beiträge an, die auf vier Halbfinals verteilt wurden, sodass jeweils acht Beiträge pro Halbfinale vorgestellt wurden. Die Zuschauer entschieden in zwei Abstimmungsrunden, wer sich für das Finale qualifizierte und wer in der Andra Chansen (dt.: Zweite Chance) nochmals antreten durfte. In jedem Halbfinale qualifizierten sich die ersten beiden Beiträge mit den meisten Zuschauerstimmen direkt für das Finale. Diejenigen Beiträge, die Platz drei und vier belegten, traten ein zweites Mal in der Sendung Andra Chansen auf.
In Andra Chansen traten alle acht Teilnehmer in vier Duells gegeneinander an. Die vier Sieger der Duelle traten dann erneut in zwei Duellen gegeneinander an. Die beiden Sieger erhielten dann die letzten beiden Finaltickets.
Im Finale, welches ab 2002 im Ericsson Globe in Stockholm stattfand, traten somit zehn Teilnehmer auf.

### Sendungen
| Örnsköldsvik |

| Sandviken |

| Göteborg |

| Malmö |

| Örebro |

| Stockholm |

| Sendung       | Sendedatum       | Stadt        | Austragungsort    | Zuschauer (SVT1) | Zuschauerstimmen (Televoting & SMS) |
| ------------- | ---------------- | ------------ | ----------------- | ---------------- | ----------------------------------- |
| Deltävling 1  | 06. Februar 2010 | Örnsköldsvik | Fjällräven Center | 2.976.000        | 446.411                             |
| Deltävling 2  | 13. Februar 2010 | Sandviken    | Göransson Arena   | 2.823.000        | 460.984                             |
| Deltävling 3  | 20. Februar 2010 | Göteborg     | Scandinavium      | 2.876.000        | 521.115                             |
| Deltävling 4  | 27. Februar 2010 | Malmö        | Malmö Arena       | 2.363.000        | 400.496                             |
| Andra Chansen | 06. März 2010    | Örebro       | Conventum Arena   | 2.894.000        | 853.180                             |
| Finalen       | 13. März 2010    | Stockholm    | Globen            | 3.870.000        | 1.754.904                           |
| Gesamt        | Gesamt           | Gesamt       | Gesamt            |                  | 4.473.090                           |

## Halbfinale

### Erstes Halbfinale

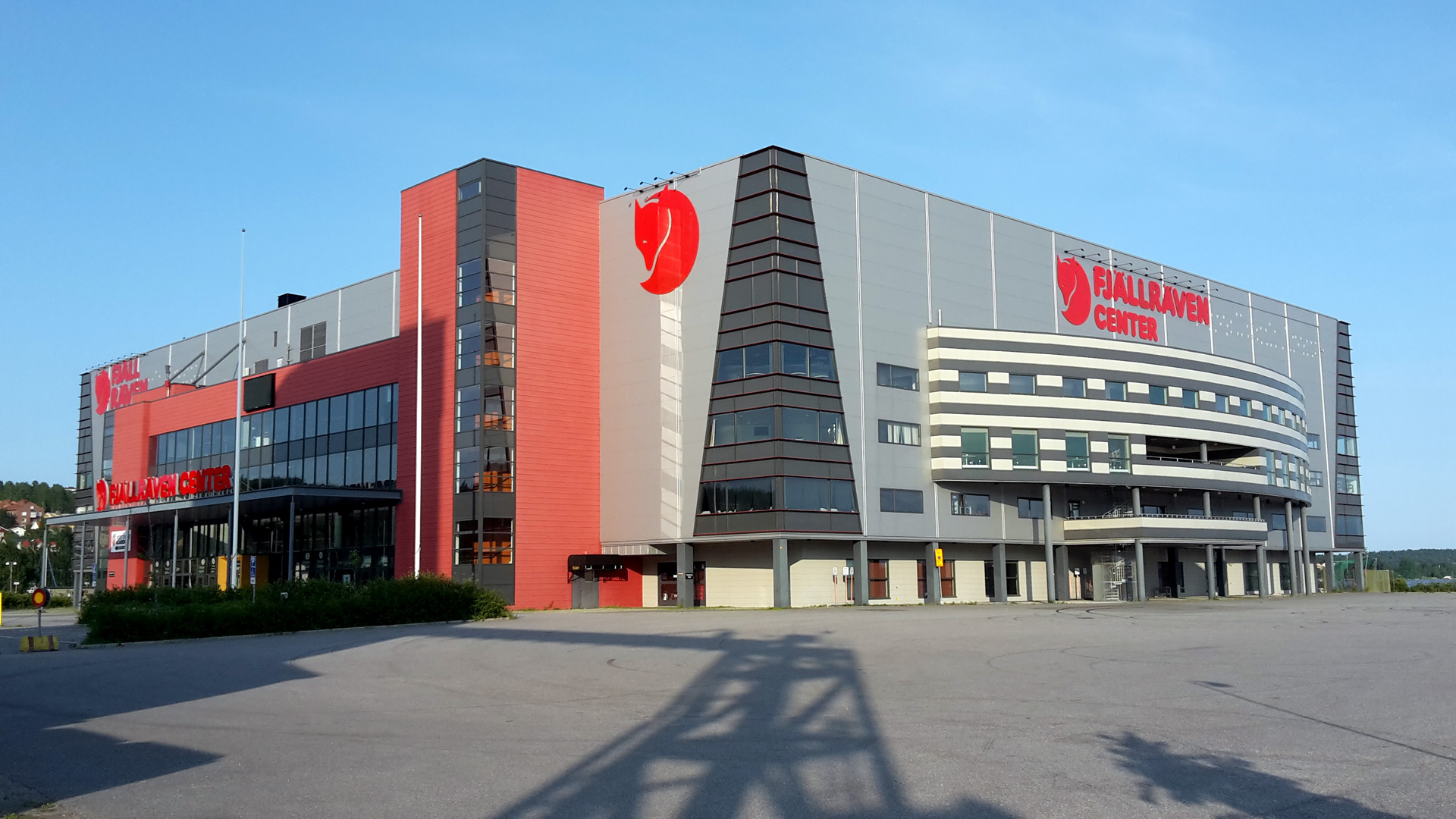
Fjällräven Center

Das erste Halbfinale (Deltävling 1) fand am 6. Februar 2010, 20:00 Uhr (MEZ) im Fjällräven Center in Örnsköldsvik statt.
| Platz | Startnr. | Interpret         | Lied Musik (M) und Text (T)                                                         | Sprache | Übersetzung (Inoffiziell)     | Zuschauerstimmen (Televoting & SMS) | Zuschauerstimmen (Televoting & SMS) | Zuschauerstimmen (Televoting & SMS) | Zuschauerstimmen (Televoting & SMS) | Bild              |
| Platz | Startnr. | Interpret         | Lied Musik (M) und Text (T)                                                         | Sprache | Übersetzung (Inoffiziell)     | Runde 1                             | Runde 2                             | Gesamt                              | %                                   | Bild              |
| ----- | -------- | ----------------- | ----------------------------------------------------------------------------------- | ------- | ----------------------------- | ----------------------------------- | ----------------------------------- | ----------------------------------- | ----------------------------------- | ----------------- |
| 1.    | 8        | Salem Al Fakir    | Keep on Walking M/T: Salem Al Fakir                                                 |         | Gehe weiter                   | 47.047                              | –                                   | 47.047                              |                                     |                   |
| 2.    | 1        | Ola Svensson      | Unstoppable M/T: Alexander Kronlund, Dimitri Stassos, Hanif Sabzevari, Ola Svensson |         | Nicht zu stoppen              | 44.796                              | 64.601                              | 109.397                             |                                     |                   |
| 3.    | 6        | Jessica Andersson | I Did It For Love M/T: Kristian Wejshag, Lars Diedricson                            |         | Ich habe es aus Liebe getan   | 45.622                              | 57.629                              | 103.251                             |                                     | Jessica Andersson |
| 4.    | 4        | Pain of Salvation | Road Salt M/T: Daniel Gildenlöw                                                     |         | Streusalz                     | 28.457                              | 46.788                              | 75.245                              |                                     | Pain of Salvation |
| 5.    | 3        | Linda Pritchard   | You're Making Me Hot-Hot-Hot M/T: Johan Fransson, Tim Larsson, Tobias Lundgren      |         | Du machst mich heiß-heiß-heiß | 27.482                              | 34.609                              | 62.091                              |                                     |                   |
| 6.    | 5        | Anders Ekborg     | The Saviour M/T: Henrik Janson, Tony Nilsson                                        |         | Der Retter                    | 26.044                              | –                                   | 26.044                              |                                     |                   |
| 7.    | 7        | Frispråkarn       | Singel M/T: Hamed Pirouzpanah, Håkan Bäckman                                        |         | Single                        | 13.592                              | –                                   | 13.592                              |                                     |                   |
| 8.    | 2        | Jenny Silver      | A Place to Stay M/T: Torben Hedlund                                                 |         | Ein Ort zum Verweilen         | 6.970                               | –                                   | 6.970                               |                                     |                   |

 Kandidat hat sich für das Finale qualifiziert.
 Kandidat hat sich für die Andra Chansen qualifiziert.

### Zweites Halbfinale

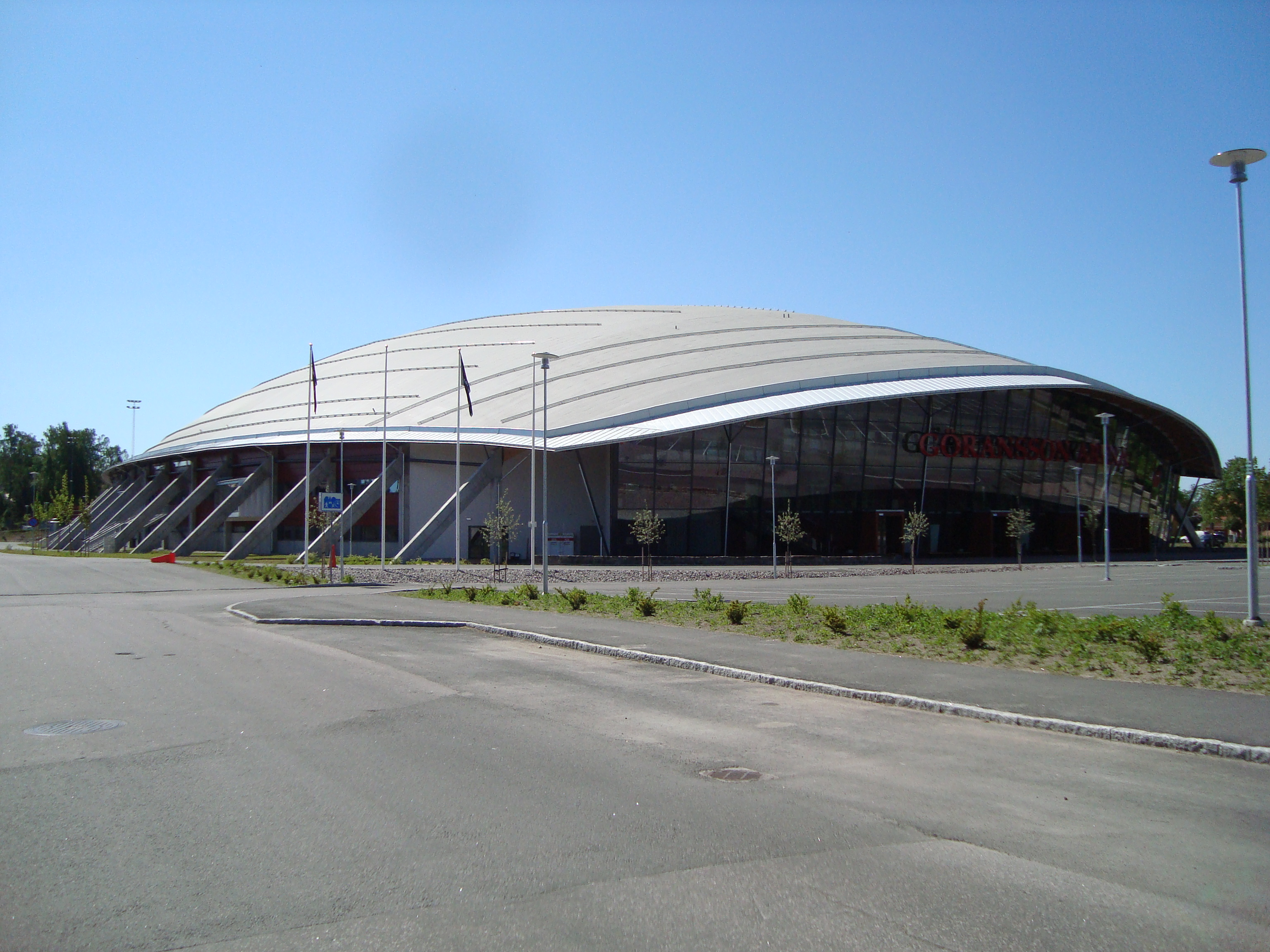
Göransson Arena

Das zweite Halbfinale (Deltävling 2) fand am 13. Februar 2010, 20:00 Uhr (MEZ) im Göransson Arena in Sandviken statt.
| Platz | Startnr. | Interpret                            | Lied Musik (M) und Text (T) | Sprache | Übersetzung (Inoffiziell)    | Zuschauerstimmen (Televoting & SMS) | Zuschauerstimmen (Televoting & SMS) | Zuschauerstimmen (Televoting & SMS) | Zuschauerstimmen (Televoting & SMS) | Bild                                 |
| Platz | Startnr. | Interpret                            | Lied Musik (M) und Text (T) | Sprache | Übersetzung (Inoffiziell)    | Runde 1                             | Runde 2                             | Gesamt                              | %                                   | Bild                                 |
| ----- | -------- | ------------------------------------ | --- | ------- | ---------------------------- | ----------------------------------- | ----------------------------------- | ----------------------------------- | ----------------------------------- | ------------------------------------ |
| 1.    | 8        | Eric Saade                           | Manboy M/T: Fredrik Kempe, Peter Boström                                                                                              |         | Jüngling                     | 58.005                              | –                                   | 58.005                              |                                     | Eric Saade                           |
| 2.    | 2        | Andreas Johnson                      | We Can Work It Out M/T: Andreas Johnson, Bobby Ljunggren, Marcos Ubeda                                                                |         | Wir können es schaffen       | 43.794                              | 66.794                              | 110.588                             |                                     |                                      |
| 3.    | 3        | Kalle Moraeus & Orsa spelmän         | Underbart M/T: Johan Moraeus, Lina Eriksson                                                                                           |         | Wunderbar                    | 54.912                              | 57.063                              | 111.975                             |                                     |                                      |
| 4.    | 7        | Pauline                              | Sucker For Love M/T: Andreas Levander, Fredrik Ödesjö, Johan Wetterberg, Pauline Kamusewu                                             |         | Trottel für die Liebe        | 37.478                              | 53.604                              | 91.082                              |                                     | Pauline Kamusewu                     |
| 5.    | 5        | Hanna Lindblad                       | Manipulated M/T: Erik Lewander, Hayden Bell, Iggy Strange-Dahl, Sarah Lundbäck                                                        |         | Manipuliert                  | 22.504                              | 27.287                              | 49.791                              |                                     | Hanna Lindblad                       |
| 6.    | 6        | Andra Generationen & Dogge Doggelito | Hippare Hoppare M/T: Douglas Léon, Mats Nilsson, Otis Sandsjö, Stevan Tomulevski, Teddy Paunkoski, Vlatko Ancevski, Vlatko Gicarevski |         | Hipper-Hopper                | 18.411                              | –                                   | 18.411                              |                                     | Andra Generationen & Dogge Doggelito |
| 7.    | 4        | Highlights & MiSt                    | Come and Get Me Now M/T: Mia Terngård, Stefan Lebert                                                                                  |         | Komm und hol mich jetzt      | 10.978                              | –                                   | 10.978                              |                                     | Highlights                           |
| 8.    | 1        | Anna Maria Espinosa                  | Innan alla ljusen brunnit ut M/T: Dan Attlerud, Stefan Woody                                                                          |         | Bevor alle Kerzen ausbrennen | 6.155                               | –                                   | 6.155                               |                                     |                                      |

 Kandidat hat sich für das Finale qualifiziert.
 Kandidat hat sich für die Andra Chansen qualifiziert.

### Drittes Halbfinale

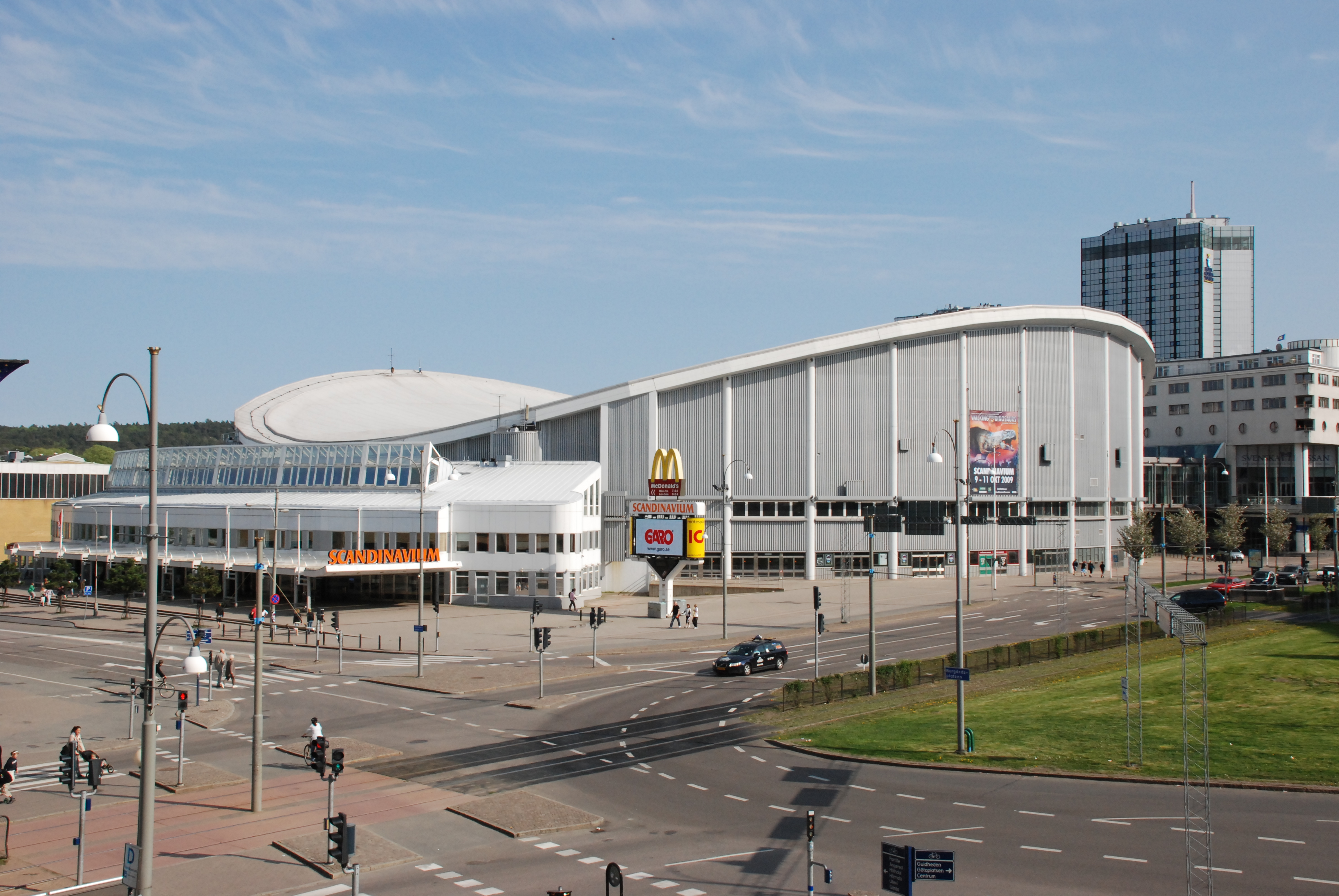
Scandinavium

Das dritte Halbfinale (Deltävling 3) fand am 20. Februar 2010, 20:00 Uhr (MEZ) im Scandinavium in Göteborg statt.
| Platz | Startnr. | Interpret           | Lied Musik (M) und Text (T)                                                | Sprache | Übersetzung (Inoffiziell)             | Zuschauerstimmen (Televoting & SMS) | Zuschauerstimmen (Televoting & SMS) | Zuschauerstimmen (Televoting & SMS) | Zuschauerstimmen (Televoting & SMS) | Bild                |
| Platz | Startnr. | Interpret           | Lied Musik (M) und Text (T)                                                | Sprache | Übersetzung (Inoffiziell)             | Runde 1                             | Runde 2                             | Gesamt                              | %                                   | Bild                |
| ----- | -------- | ------------------- | -------------------------------------------------------------------------- | ------- | ------------------------------------- | ----------------------------------- | ----------------------------------- | ----------------------------------- | ----------------------------------- | ------------------- |
| 1.    | 8        | Timoteij            | Kom M/T: Gustav Eurén, Karl Eurén, Niclas Arn                              |         | Komm                                  | 65.762                              | –                                   | 65.762                              |                                     | Timoteij            |
| 2.    | 2        | Darin               | You're Out of My Life M/T: Henrik Janson, Tony Nilsson                     |         | Du bist aus meinem Leben verschwunden | 63.144                              | 113.593                             | 176.737                             |                                     | Darin               |
| 3.    | 3        | Crucified Barbara   | Heaven or Hell M/T: Björn Lönnroos, Håkan Larsson, Jörgen Svensson         |         | Himmel oder Hölle                     | 51.179                              | 61.923                              | 113.102                             |                                     |                     |
| 4.    | 7        | Alcazar             | Headlines M/T: Peter Boström, Tony Nilsson                                 |         | Schlagzeilen                          | 31.978                              | 40.234                              | 72.212                              |                                     |                     |
| 5.    | 5        | Erik Linder         | Hur kan jag tro på kärlek M/T: Kenneth Gärdestad, Niclas Lundin, Tony Malm |         | Wie kann ich an die Liebe glauben?    | 22.327                              | 28.482                              | 50.809                              |                                     | Erik Linder         |
| 6.    | 6        | Getty Domein        | Yeba M/T: Getty Domein, Tuomas Pyhäjärvi                                   |         | –                                     | 16.572                              | –                                   | 16.572                              |                                     | Getty Domein        |
| 7.    | 4        | Elin Lanto          | Doctor Doctor M/T: Mirja Breitholtz, Tony Nilsson                          |         | Doktor Doktor                         | 16.491                              | –                                   | 16.491                              |                                     | Elin Lanto          |
| 8.    | 1        | Johannes Bah Kuhnke | Tonight M/T: Anders Hansson, Sharon Vaughn                                 |         | Heute Abend                           | 6.201                               | –                                   | 6.201                               |                                     | Johannes Bah Kuhnke |

 Kandidat hat sich für das Finale qualifiziert.
 Kandidat hat sich für die Andra Chansen qualifiziert.

### Viertes Halbfinale

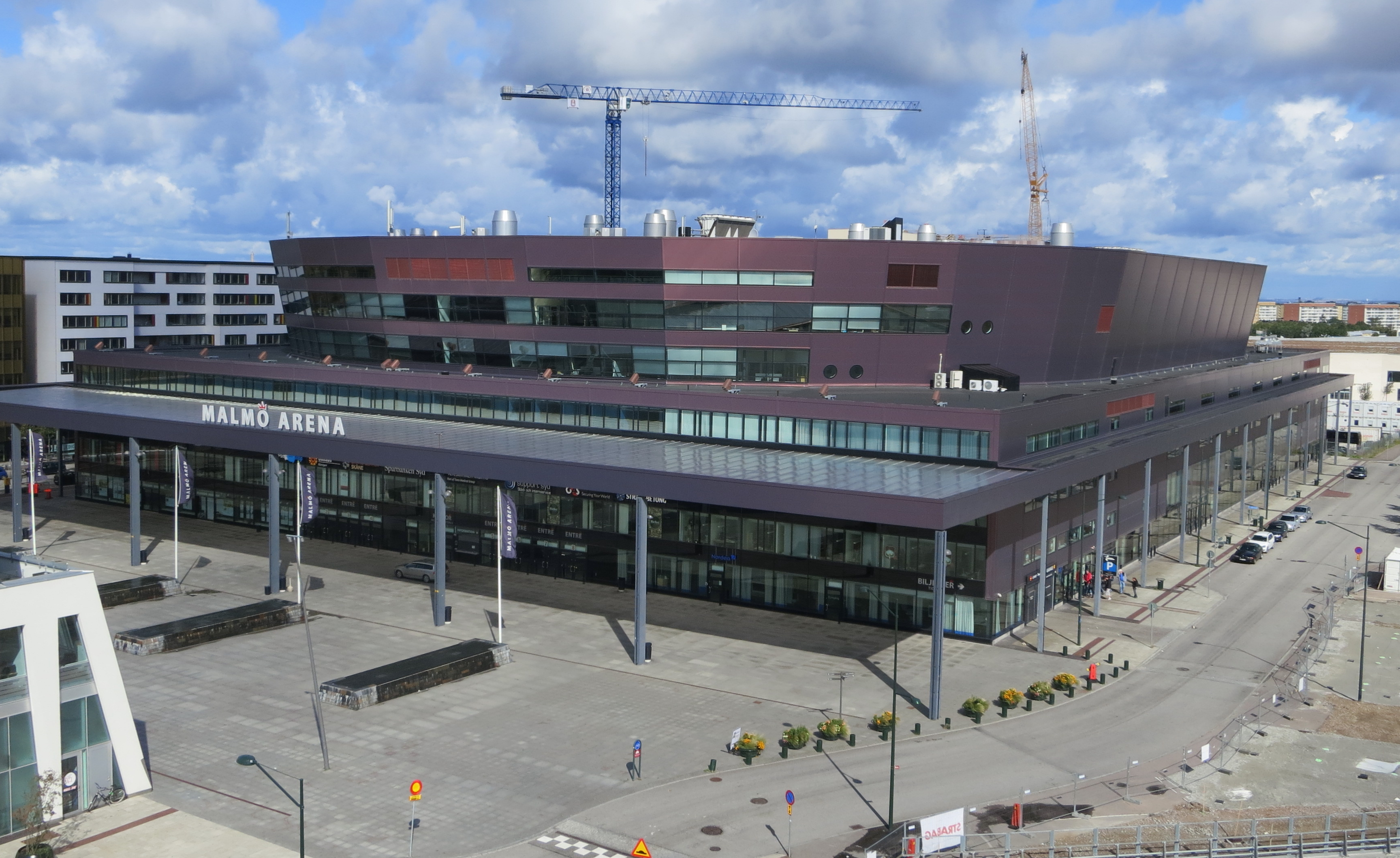
Malmö Arena

Das vierte Halbfinale (Deltävling 4) fand am 27. Februar 2010, 20:00 Uhr (MEZ) in der Malmö Arena in Malmö statt.3
| Platz | Startnr. | Interpret         | Lied Musik (M) und Text (T)                                                                     | Sprache | Übersetzung (Inoffiziell)     | Zuschauerstimmen (Televoting & SMS) | Zuschauerstimmen (Televoting & SMS) | Zuschauerstimmen (Televoting & SMS) | Zuschauerstimmen (Televoting & SMS) | Bild              |
| Platz | Startnr. | Interpret         | Lied Musik (M) und Text (T)                                                                     | Sprache | Übersetzung (Inoffiziell)     | Runde 1                             | Runde 2                             | Gesamt                              | %                                   | Bild              |
| ----- | -------- | ----------------- | ----------------------------------------------------------------------------------------------- | ------- | ----------------------------- | ----------------------------------- | ----------------------------------- | ----------------------------------- | ----------------------------------- | ----------------- |
| 1.    | 8        | Anna Bergendahl   | This Is My Life M/T: Bobby Ljunggren, Kristian Lagerström                                       |         | Das ist mein Leben            | 52.838                              | –                                   | 52.838                              |                                     | Anna Bergendahl   |
| 2.    | 2        | Peter Jöback      | Hollow M/T: Anders Hansson, Fredrik Kempe                                                       |         | Hohl                          | 49.464                              | 61.099                              | 110.563                             |                                     | Peter Jöback      |
| 3.    | 3        | Pernilla Wahlgren | Jag vill om du vågar M/T: Daniel Barkman, Jörgen Ringqvist, Pernilla Wahlgren, Pontus Assarsson |         | Ich will, wenn du dich traust | 36.138                              | 42.439                              | 78.577                              |                                     | Pernilla Wahlgren |
| 4.    | 7        | Neo               | Human Frontier M/T: Anneli Axelsson, Tobias Jonsson                                             |         | Menschliche Grenze            | 25.772                              | 31.110                              | 56.882                              |                                     | NEO               |
| 5.    | 5        | Noll disciplin    | Idiot M/T: Niklas Jarl, Per Aldeheim                                                            |         | –                             | 27.504                              | 26.082                              | 53.586                              |                                     | Noll disciplin    |
| 6.    | 6        | Lovestoned        | Thursdays M/T: Peter Boström, Sharon Vaughn, Thomas G:son                                       |         | Donnerstags                   | 25.070                              | –                                   | 25.070                              |                                     | Lovestoned        |
| 7.    | 4        | Sibel             | Stop M/T: Dimitri Stassos, Mikaela Stenström                                                    |         | Stopp                         | 16.513                              | –                                   | 16.513                              |                                     | Sibel             |
| 8.    | 1        | Py Bäckman        | Magisk stjärna M/T: Micke Wennborn, Py Bäckman                                                  |         | Zauberstern                   | 3.822                               | –                                   | 3.822                               |                                     | Py Bäckman        |

 Kandidat hat sich für das Finale qualifiziert.
 Kandidat hat sich für die Andra Chansen qualifiziert.

## Andra Chansen

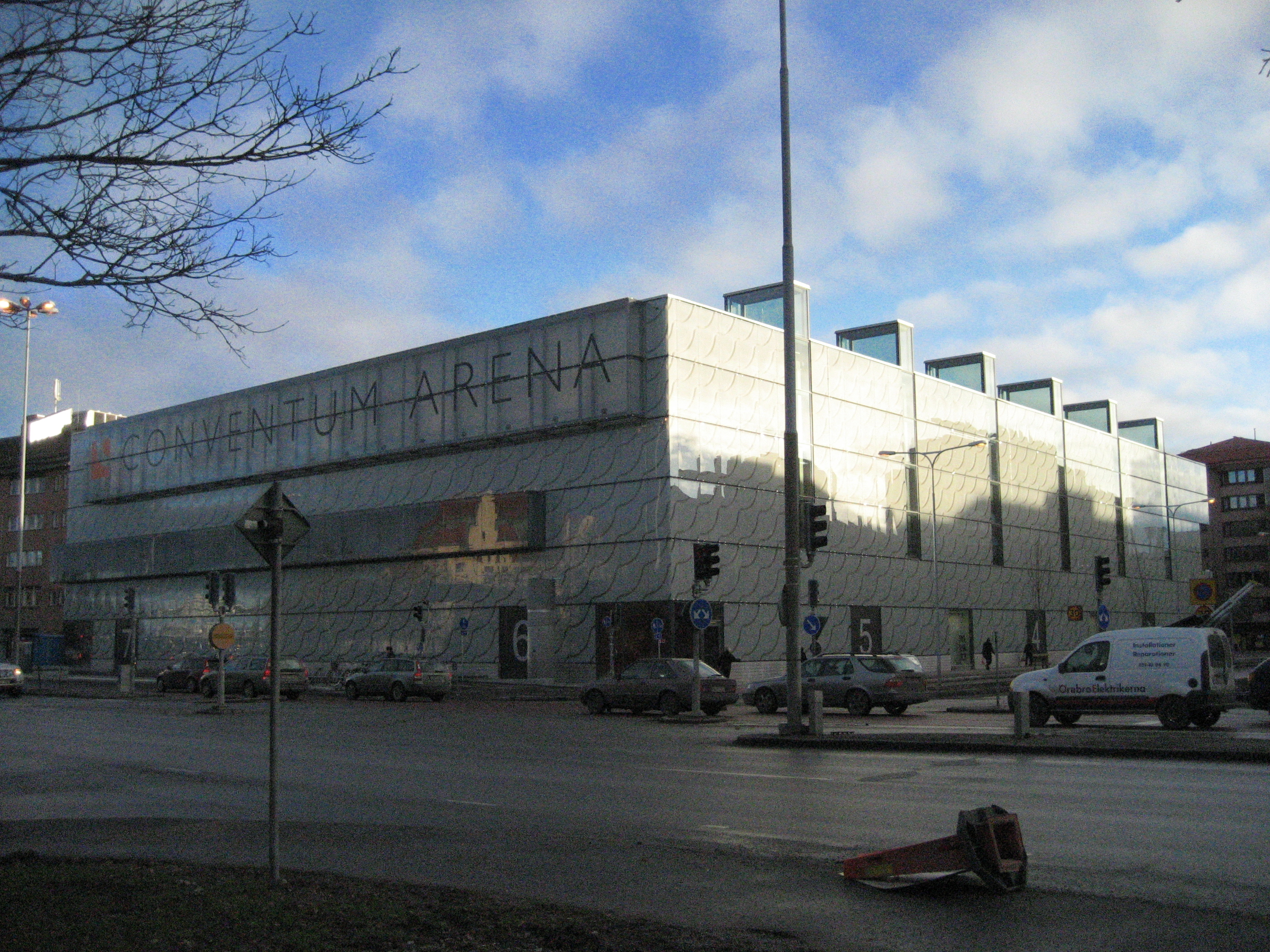
Conventum Arena

Die Sendung Andra Chansen (dt.: Zweite Chance) fand am 6. März 2010, 20:00 Uhr (MEZ) in der Conventum Arena in Örebro statt.

### Erste Runde
| Duell | Startnr. | Interpret                    | Lied Musik (M) und Text (T)                                                                     | Zuschauerstimmen (Televoting & SMS) | Zuschauerstimmen (Televoting & SMS) |
| Duell | Startnr. | Interpret                    | Lied Musik (M) und Text (T)                                                                     | Stimmen                             | %                                   |
| ----- | -------- | ---------------------------- | ----------------------------------------------------------------------------------------------- | ----------------------------------- | ----------------------------------- |
| 1     | 1        | Pain of Salvation            | Road Salt M/T: Daniel Gildenlöw                                                                 | 52.570                              |                                     |
| 1     | 2        | Pernilla Wahlgren            | Jag vill om du vågar M/T: Daniel Barkman, Jörgen Ringqvist, Pernilla Wahlgren, Pontus Assarsson | 62.677                              |                                     |
| 2     | 1        | Pauline                      | Sucker For Love M/T: Andreas Levander, Fredrik Ödesjö, Johan Wetterberg, Pauline Kamusewu       | 50.111                              |                                     |
| 2     | 2        | Crucified Barbara            | Heaven or Hell M/T: Björn Lönnroos, Håkan Larsson, Jörgen Svensson                              | 54.139                              |                                     |
| 3     | 1        | Kalle Moraeus & Orsa spelmän | Underbart M/T: Johan Moraeus, Lina Eriksson                                                     | 81.619                              |                                     |
| 3     | 2        | Neo                          | Human Frontier M/T: Anneli Axelsson, Tobias Jonsson                                             | 50.700                              |                                     |
| 4     | 1        | Alcazar                      | Headlines M/T: Peter Boström, Tony Nilsson                                                      | 68.618                              |                                     |
| 4     | 2        | Jessica Andersson            | I Did It For Love M/T: Kristian Wejshag, Lars Diedricson                                        | 94.623                              |                                     |

### Zweite Runde
| Duell | Startnr. | Interpret                    | Lied Musik (M) und Text (T)                                                                     | Zuschauerstimmen (Televoting & SMS) | Zuschauerstimmen (Televoting & SMS) |
| Duell | Startnr. | Interpret                    | Lied Musik (M) und Text (T)                                                                     | Stimmen                             | %                                   |
| ----- | -------- | ---------------------------- | ----------------------------------------------------------------------------------------------- | ----------------------------------- | ----------------------------------- |
| 1     | 1        | Pernilla Wahlgren            | Jag vill om du vågar M/T: Daniel Barkman, Jörgen Ringqvist, Pernilla Wahlgren, Pontus Assarsson | 76.693                              |                                     |
| 1     | 2        | Crucified Barbara            | Heaven or Hell M/T: Björn Lönnroos, Håkan Larsson, Jörgen Svensson                              | 74.933                              |                                     |
| 2     | 1        | Kalle Moraeus & Orsa spelmän | Underbart M/T: Johan Moraeus, Lina Eriksson                                                     | 90.050                              |                                     |
| 2     | 2        | Jessica Andersson            | I Did It For Love M/T: Kristian Wejshag, Lars Diedricson                                        | 93.447                              |                                     |

## Finale

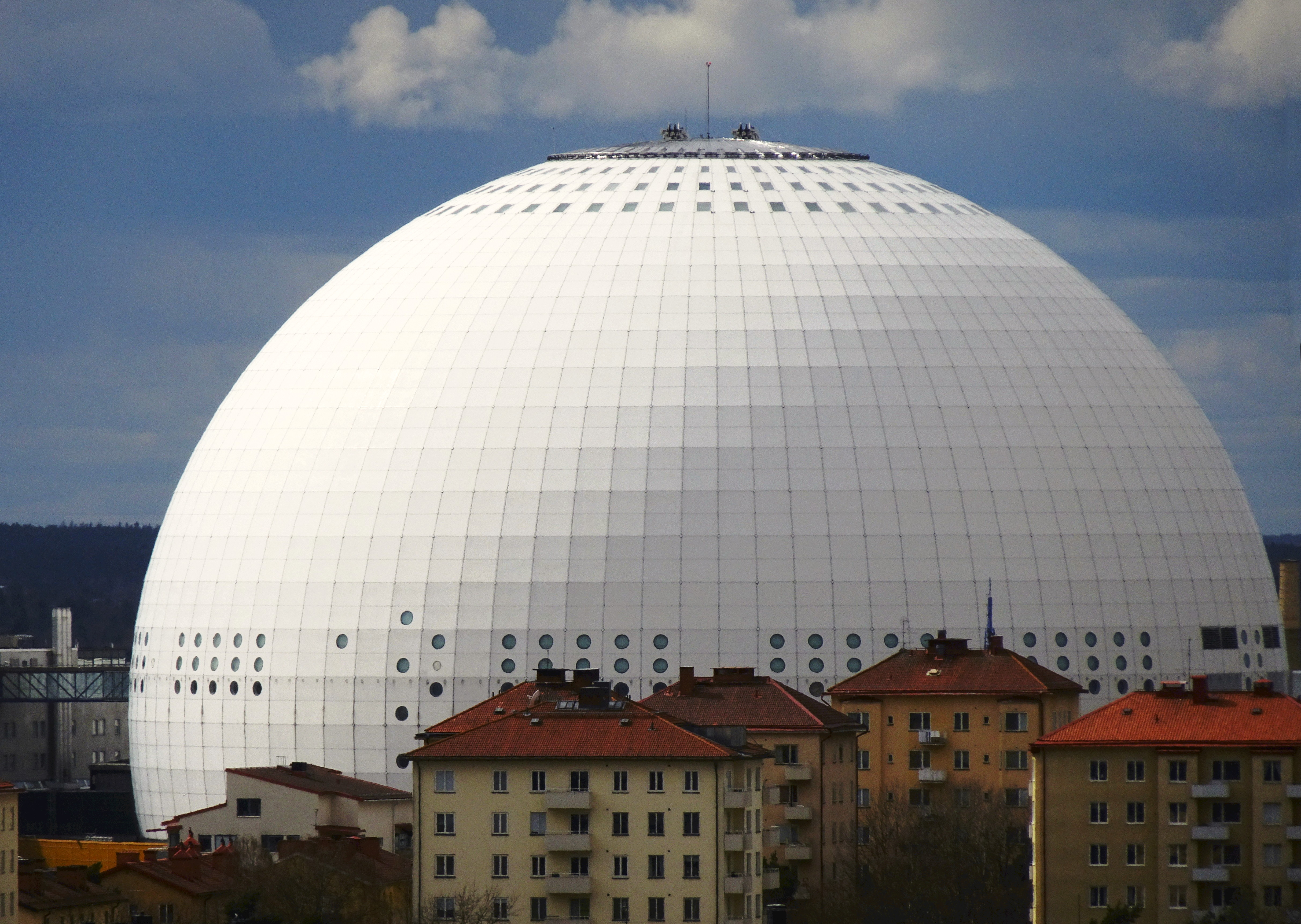
Globen

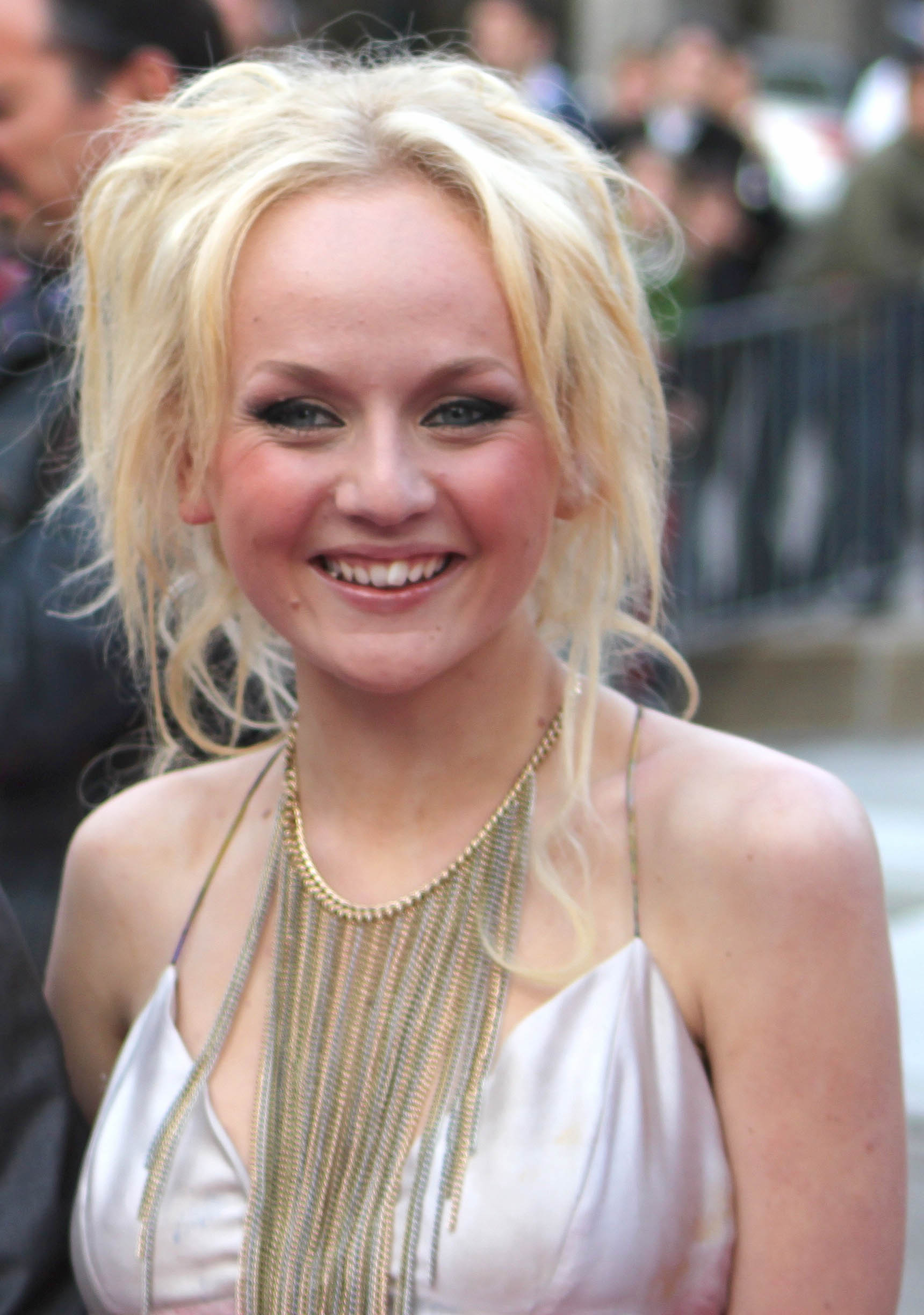
Die Gewinnerin der schwedischen Vorentscheidung: Anna Bergendahl

Das Finale (Finalen) fand am 13. März 2010 um 20:00 Uhr (MEZ) im Globen in Stockholm statt. Während der spätere Zweitplatzierte Salem Al Fakir das Juryvoting gewann, ging die spätere ESC-Vertreterin Anna Bergendahl als Siegerin aus dem Televoting hervor.
| Platz | Startnr. | Interpret         | Lied Musik (M) und Text (T)                                                                     | Sprache | RU | RS | GR | FR | IR | NO | Luleå | Umeå | Göteborg | Malmö | Stockholm | Jury Gesamt | Zuschauerstimmen (Televoting & SMS) | Zuschauerstimmen (Televoting & SMS) | Zuschauerstimmen (Televoting & SMS) | Gesamt |
| Platz | Startnr. | Interpret         | Lied Musik (M) und Text (T)                                                                     | Sprache | RU | RS | GR | FR | IR | NO | Luleå | Umeå | Göteborg | Malmö | Stockholm | Jury Gesamt | Stimmen                             | %                                   | Punkte                              | Gesamt |
| --- | -------- | ----------------- | ----------------------------------------------------------------------------------------------- | ------- | -- | -- | -- | -- | -- | -- | ----- | ---- | -------- | ----- | --------- | ----------- | ----------------------------------- | ----------------------------------- | ----------------------------------- | ------ |
| 01. | 9        | Anna Bergendahl   | This Is My Life M/T: Bobby Ljunggren, Kristian Lagerström                                       |         | 8  | —  | 4  | —  | 10 | 6  | 8     | 12   | 12       | 12    | 10        | 82          | 363.546                             |                                     | 132                                 | 214    |
| 02. | 8        | Salem Al Fakir    | Keep on Walking M/T: Salem Al Fakir                                                             |         | 10 | 10 | —  | 12 | 1  | 12 | 10    | 10   | 8        | 10    | 12        | 95          | 299.746                             |                                     | 88                                  | 183    |
| 03. | 10       | Eric Saade        | Manboy M/T: Fredrik Kempe, Peter Boström                                                        |         | 6  | 8  | 8  | 6  | 2  | 10 | —     | 2    | 1        | 2     | 4         | 49          | 334.750                             |                                     | 110                                 | 159    |
| 04. | 1        | Darin             | You're Out of My Life M/T: Henrik Janson, Tony Nilsson                                          |         | 12 | —  | 12 | 2  | —  | 2  | 4     | 1    | 2        | 8     | 8         | 51          | 209.392                             |                                     | 66                                  | 117    |
| 05. | 4        | Timoteij          | Kom M/T: Gustav Eurén, Karl Eurén, Niclas Arn                                                   |         | 2  | 2  | 6  | 4  | 8  | 8  | 12    | 8    | —        | 1     | —         | 51          | 188.002                             |                                     | 44                                  | 95     |
| 06. | 3        | Andreas Johnson   | We Can Work It Out M/T: Andreas Johnson, Bobby Ljunggren, Marcos Ubeda                          |         | 4  | 6  | 10 | 10 | 4  | 4  | —     | —    | 6        | 4     | 2         | 50          | 59.587                              |                                     | —                                   | 50     |
| 07. | 6        | Ola Svensson      | Unstoppable M/T: Alexander Kronlund, Dimitri Stassos, Hanif Sabzevari, Ola Svensson             |         | 1  | 12 | 1  | 8  | 12 | —  | 2     | —    | 4        | 6     | 1         | 47          | 74.358                              |                                     | —                                   | 47     |
| 08. | 7        | Jessica Andersson | I Did It For Love M/T: Kristian Wejshag, Lars Diedricson                                        |         | —  | 1  | 2  | —  | —  | —  | 6     | 6    | —        | —     | —         | 15          | 110.339                             |                                     | 22                                  | 37     |
| 09. | 5        | Peter Jöback      | Hollow M/T: Anders Hansson, Fredrik Kempe                                                       |         | —  | —  | —  | 1  | —  | —  | —     | 4    | 10       | —     | 6         | 21          | 77.776                              |                                     | 11                                  | 32     |
| 10. | 2        | Pernilla Wahlgren | Jag vill om du vågar M/T: Daniel Barkman, Jörgen Ringqvist, Pernilla Wahlgren, Pontus Assarsson |         | —  | 4  | —  | —  | 6  | 1  | 1     | —    | —        | —     | —         | 12          | 37.408                              |                                     | —                                   | 12     |
| Jury-Punktesprecher |          |                   |                                                                                                 |         |    |    |    |    |    |    |       |      |          |       |           |             |                                     |                                     |                                     |        |
| - – Antonina Ordina - – Jovan Radomir - – Alexandra Pascalidou - – Amina Annabi - – Donal Hamill - – Alexander Rybak - Luleå – Lena Callne - Umeå – Doreen Månsson - Göteborg – Timo Räisänen - Malmö – Robin Paulsson - Stockholm – Lotta Bromé |          |                   |                                                                                                 |         |    |    |    |    |    |    |       |      |          |       |           |             |                                     |                                     |                                     |        |